# Same Old Love
"Same Old Love"는 셀리나 고메즈의 노래이다.